# Encyocrypta montdo
Espèce
Encyocrypta montdo est une espèce d'araignées mygalomorphes de la famille des Barychelidae.

## Distribution
Cette espèce est endémique de Nouvelle-Calédonie. Elle se rencontre sur le mont Do.

## Description
La femelle holotype mesure 12 mm.

## Étymologie
Son nom d'espèce lui a été donné en référence au lieu de sa découverte, le mont Do.

## Publication originale
- Raven & Churchill, 1991 : A revision of the mygalomorph spider genus Encyocrypta Simon in New Caledonia (Araneae Barychelidae). Zoologia Neocaledonica, vol. 2, Mémoires du Muséum National d'Histoire Naturelle de Paris, sér. A, vol. 149, p. 31-86.